# Anaílson
Anaílson Brito Noleto, plus communément appelé Anaílson est un footballeur brésilien né le 8 mars 1978. Il est milieu de terrain.